# تپه الپانه
تپه الپانه مربوط به دوره ساسانیان است و در شهرستان خدابنده، بخش مرکزی، روستای کهل آباد واقع شده و این اثر در تاریخ ۲۴ تیر ۱۳۸۲ با شمارهٔ ثبت ۹۱۸۸ به‌عنوان یکی از آثار ملی ایران به ثبت رسیده است.